# Chorklasse
Eine Chorklasse ist eine Form des Musizierens in Schulklassen, bei der das Singen im Mittelpunkt eines erweiterten Musikunterrichts steht. Wie mit den Bläser- und Streicherklassen folgt diese Unterrichtsform der Vorstellung eines handlungsorientierten Musikunterrichts, durch den alle Kinder einer Klasse einen praktischen Zugang zur Musik bekommen sollen.

## Konzept
Der wesentliche Unterschied zum Schulchor besteht in der Altersgleichheit und darin, dass in der Chorklasse alle Kinder mitsingen dürfen und sollen, so dass eine frühzeitige Selektion nach vermeintlicher Begabung vermieden wird. Die Chorarbeit in der Klassenform verlangt daher veränderte musikpädagogische Konzepte und wirkt sich auch auf das zu wählende Repertoire aus. Meist haben die Klassen mindestens zwei Stunden Musik in der Woche, wobei der Anteil der Chorarbeit unterschiedlich ist. In Deutschland haben die Bundesländer Bayern und Niedersachsen spezielle Modelle für Chorklassen entwickelt. Einzelne Schulen bieten auch in den anderen Bundesländern Chorklassen an, ohne dass dies einem landesweiten Modell folgt.
Vergleichbare Konzepte zur Förderung des Singens in der Grundschule finden sich unter den Bezeichnungen Jekiss (Jedem Kind seine Stimme, Münster), JeKiSti (Jedem Kind seine Stimme, Neuss), Toni singt (Beginn in der Kita, Nordrhein-Westfalen), SMS (Singen macht Sinn, Ostwestfalen-Lippe) und Primacanta (Frankfurt am Main).
Im Schott-Verlag erschien eine Reihe mit einem Liederbuch und weiteren Unterrichtsmaterialien für das Konzept der Chorklassen.

## Bayern
In Bayern wurden von 2003 an Chorklassen für das 5. und 6. Schuljahr an den allgemeinbildenden Schulen aufgebaut. Das Modell findet im Rahmen des regulären Pflichtunterrichts im Fach Musik statt. Als ein wichtiges Ziel wird der richtige Umgang mit der eigenen Stimme genannt. Dazu wird zusätzlich zum regulären zweistündigen Musikunterricht Stimmbildung in Kleingruppen angeboten. Den Kinder wird empfohlen, sich auch am Schulchor zu beteiligen. 
Im Einzelnen werden als weitere Ziele das Gemeinschaftserlebnis im musikalischen Tun, die praxisnahe Vermittlung von Musiktheorie sowie die Freude an Konzerterlebnissen genannt. Als fächerübergreifende Effekte werden ein verbessertes Zuhörens, ein positiver Einfluss auch das Selbstbewusstsein der Kinder und Anregung für eine sinnvollen Freizeitgestaltung erwartet. 
Eltern können ihre Kinder speziell für die Chorklassen anmelden. Interessierten Lehrkräften steht ein umfangreiches vom Land finanziertes Fortbildungsprogramm zur Verfügung.

## Niedersachsen
2003 entstand ein umfassendes Modell für Chorklassen in Niedersachsen. Die Initiative entstand in Kooperation zwischen einzelnen Musiklehrern, der Hochschule für Musik, Theater und Medien Hannover, und dem Kultusministeriums. Ziel des Modells ist es, dem Singen einen neuen, konzeptionell professionelleren Stellenwert zu geben und dies unter Erfüllung der sonstigen curricularen Vorgaben für den Musikunterricht an den allgemeinbildenden Schulen umzusetzen. Ein Modell für Grundschulen verbindet eine Ausbildung der Gesangsstimme mit den übrigen Inhalten des Musikunterrichts und soll praxisorientiert besser auf den fortführenden Musikunterricht in den weiterführenden Schulen vorbereiten. Es wird eine möglichst flächendeckende Versorgung der niedersächsischen Grund- und weiterführenden Schulen mit Chorklassen angestrebt.
Ein Vorteil gegenüber den Bäser- und Streicherklassen wird in der nicht notwendigen Anschaffung von Musikinstrumenten gesehen. Zur Erreichung dieser Ziele wurde ein umfassendes vom Land finanziertes Fortbildungsprogramm für Lehrkräfte installiert. Derzeit gibt es über 200 Chorklassen in Niedersachsen (Stand 2017). In regionalen und überregionalen Chorklassenkonzerten können die beteiligten Kindern sich singend als Teil einer größeren Gruppe erleben und erste Aufführungserfahrungen sammeln. Die praktische Arbeit wird im Rahmen eines Dissertationsprojektes an der Hochschule für Musik, Theater und Medien Hannover (Ifmpf) wissenschaftlich begleitet.
In der Region Braunschweig initiierte der Domkantor Gerd-Peter Münden 2017 das Projekt „Klasse! Wir singen“, welches eine vergleichbare Intention verfolgt.